# ハシグチリンタロウ

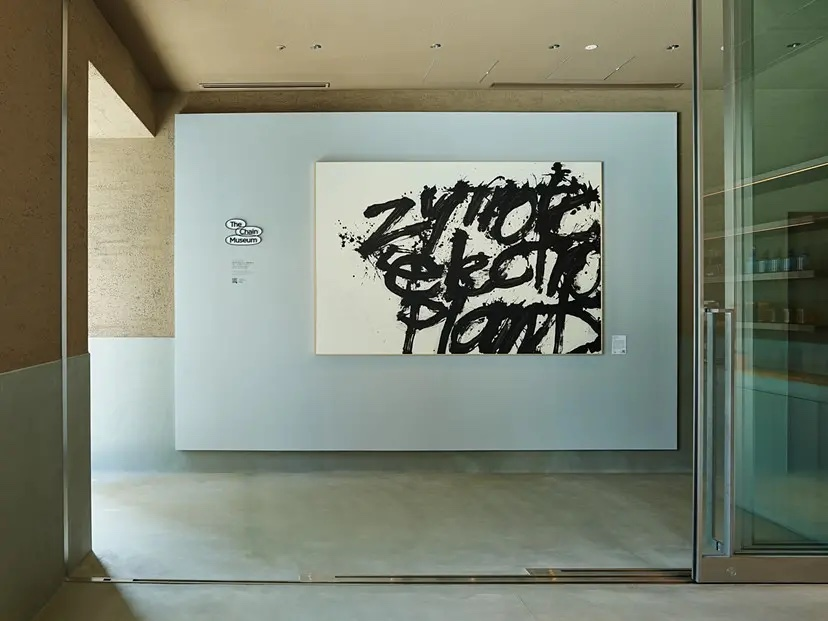
発酵発電所「zymotic electro plants」@sequence MIYASHITA PARK

ハシグチ リンタロウ（1985年8月25日 - ）は、日本の書家、WLIGHTER（ハシグチの造語、書き、灯す人の意）。

## 来歴
長崎県出身。
10代の頃、パンクロックに衝撃を受け、創作活動の原点となる。2004年に福岡教育大学書道専攻課程に入学。伝統的な書道技術や美意識を学ぶ一方で、戦後の様々な前衛芸術運動に感化され、中でも戦後日本を代表する書家・井上有一の「書は万人の芸術である」という考えに触発され、「紙と鉛筆があればタダでできる一番簡単な芸術」「日常から生まれた、生きるためのエネルギー」として書を展開。日々生活の中で閃くインスピレーションを断片的な言葉でノートに書き付けている。制作は、高価な毛筆代わりにタオルを用い、パンクロックを聴きながら一気に書き上げる。身体的リアリティを通じた「感情の言語化」をした作品性で、書家が技術研鑽をし、筆の技術を修得して「美しく」書くこととは正反対の道を行っている。
2015年、美術団体「天作会」メンバーに抜擢。2018年 「ART SHODO TOKYO」に選出。2019年、アートフェア東京2019出展、「LUMINE meets ART AWARD 2018-2019」グランプリ受賞時には、審査員である遠山正道に「エゴが飼いならされた現代において、突き刺さるような圧倒的な自我。説明のいらない久々の存在。」と評される。 シェル美術賞2019入選。2020年 ARTISTS’FAIR KYOTO 2020へ選出。

## 受賞
- LUMINE meets ART AWARD 2018-2019 グランプリ受賞[10]
- シェル美術賞 2019 入賞[11]